# 華麗轉身 (電影)
是一齣2015年澳大利亞喜劇劇情電影，由祖絲蓮·摩雅候斯執導，琦·溫斯莉、茱蒂·戴维斯、連恩·漢斯沃及曉高·韋榮主演。劇情改編自羅莎莉·漢的同名小說，由祖絲蓮·摩雅候斯及P·J·賀根編劇。電影以1950年代的澳洲為背景，講述一名於歐洲事業有成的女裁縫默朵·「蒂利」·當妮，回到她在家鄉澳洲的小鎮，除了照顧她患病且精神不穩定的母親外，還要找出她被誣衊殺害一個男孩的真相。
電影探討了報復與創造力為主題，被導演形容為「加入縫紉機的克林特·伊斯特伍德之《豪情蓋天》」。此片在澳洲好評如潮，更獲多項澳大利亞影視藝術學院獎。

## 劇情
在1926年的澳州人煙稀少的內陸地區小鎮鄧歌塔（Dungatar），男孩史都華.佩特曼（Stewart Pettyman）據說被女孩梅朵.鄧尼葛（Myrtle Dunnage）所殺，史都華的父親鎮長伊凡.佩特曼（Evan Pettyman）以殺人犯的罪名將逐出該鎮。
25年後的1951年，長大了的梅朵成為多才多藝的裁縫，她以提莉的名字回到家鄉。半夜抵達時，她受到費瑞特（Horatio Farrat）警長的驚訝歡迎。提莉發現老家骯髒不堪，而她的母親莫莉（Molly）罹患精神病，神智時好時壞，被鄧歌塔鎮民稱呼為「瘋婆莫莉」。提莉回到家鄉是為了查清1926年的史都華死亡事件，提莉無法憶起當年事情的過程，只認為自己因該事件而受到詛咒。她不斷盤問母親，但母親聲稱對此事一無所知。
整個小鎮迅速得知提莉的回來，同時回到鎮上的人還有富有且勢利的伊莉莎白.包特曼（Elsbeth Beaumont）及她的兒子威廉（William Beaumont），鎮上雜貨店主的女兒葛楚蒂.佩特（Gertrude Pratt）對威廉一見鍾情，但認為自家父母鄙俗，高攀不上對方而悶悶不樂。
一天，鄧歌塔鎮民聚集看當地與他鎮的足球決賽。提莉帶著母親莫莉，以一身明亮紅色的禮服現身，舉手投足都讓鄧歌塔隊的隊員分心，小鎮人們議論紛紛。而莫莉在場上和其他人打招呼，對談間透漏了鎮上的醜事。
球賽中場休息時，鄧歌塔隊的隊長，英俊的泰迪.麥可史溫（Teddy McSwiney）請提莉更換她一身讓球員分心的衣著，她同意換衣。途中，提莉遇到了悶悶不樂的葛楚蒂，提議為她製作參加不久後的足球員舞會的穿著禮服，並以換裝後的黑色禮服，讓下半場令對方球隊分心而輸了比賽，同時讓葛楚蒂見識衣服能達成的影響力。
葛楚蒂在夜裡來到提莉家想訂做禮服，提莉報價相當高昂，然另一個開價是要葛楚蒂說明當年史都華死前發生的情況。葛楚蒂透露當年史都華能找到躲藏的提莉加以施暴，是因為自己的告發，她不想代替提莉被欺負。提莉得知後，仍同意以此交換製作禮服。在足球員舞會上，葛楚蒂的穿著打扮贏得眾人驚艷的目光，成功獲得威廉注意，二人後來訂婚，葛楚蒂也成為鎮上引領風騷的名流。
鄧歌塔鎮的人們開始要求提莉為他們製作流行的禮服，且相互炫耀衣著。泰迪向提莉展開追求，提莉跟費瑞特警長因對設計師服裝充滿熱情，成為朋友。鎮長伊凡對於提莉獲得鎮民的青睞而感到不滿，他招聘裁縫師烏娜.普莉安斯（Una Pleasance）到鎮上，想打擊提莉的生意。這在最初獲得成功，但烏娜為葛楚蒂製作的結婚禮服相當失敗，葛楚蒂急忙找提莉重新製作，新的婚服讓人眼前一亮，鎮上的所有人重回提莉那裡訂做衣服，重創了烏娜的事業。
提莉以漂亮的羽毛披肩賄賂費瑞特警長，讓她能閱讀當年小學老師比烏拉.哈瑞汀（Beulah Harridiene）對史都華死亡當日的證詞。在葛楚蒂和威廉結婚當日，提莉跟比烏拉對質，逼她吐實承認做出偽證。提莉衝到婚禮會場，告訴費瑞特警長有關比烏拉老師作了偽證，史都華之死是意外，當時的鎮長伊凡無權把她送走。但費瑞特警長透露伊凡警長是提莉的親生父親，做為父母他有權送走提莉。
比烏拉為報復提莉也來到婚禮後酒會，偷偷告訴鎮長患有焦慮症的妻子瑪莉歌，她在兒子死後成為一個隱居者，對於丈夫與鎮上許多女人有染，以及提莉是傳聞殺死她兒子的兇手，一無所知。但比烏拉告訴她提莉是殺子兇手後，瑪莉歌當場崩潰並向提莉大吼大叫，指她是個殺人犯。鄧歌塔鎮民雖然穿著提莉精心製作的衣服，仍然看不起提莉，完全不加援手。提莉在婚禮酒會再度成為眾矢所指，無地自容而逃跑，泰迪追了出去，不斷安慰提莉，稱詛咒為子無須有，他對她的愛能破除詛咒。
泰迪為了向提莉證明愛意，而從穀倉上往穀物堆跳下去，卻意外因為穀倉底門沒有關好而被穀物淹死。泰迪之死讓提莉越發認為自己受到詛咒，變得很沮喪，她母親莫莉鼓勵她繼續製作衣裳，並為她寄出它鎮詢問製作文化節表演比賽服裝的回函。不久，莫莉在城裡中風死了，鄧歌塔鎮民仍然冷漠以對。隨後鎮上出現詭異的連環死亡，費瑞特警長為當年送走提莉的錯誤，同時為一連串的事件擔起責任，主動投案，離開了鎮上，提莉再度成為孤單一人。
文化節的前一晚，提莉單獨拜訪鎮長夫人瑪莉歌，揭示她的丈夫與許多鎮上女子有染，更每晚下藥讓瑪莉歌昏睡得以逞慾。這番告知激起瑪莉歌對丈夫伊凡的憤恨，憶起當年因為懷孕不得不下嫁，讓伊凡當了鎮長。瑪莉歌在伊凡返家後，以藥物回敬，在爭執中割斷了伊凡的腳筋，讓他流血致死。
鄧歌塔鎮民穿著提莉設計的服裝出席參加文化節比賽，現場驚見其他鎮的參賽服裝也是提莉所設計，而鄧歌塔鎮民演出的戲劇因為鎮長的死亡缺席而失敗。當眾人憤怒地回到鎮上，卻發現鎮上的房子已全數燒毀，已擺脫詛咒的提莉已乘火車離開鄧歌塔鎮。

## 演員
- 凱特·溫斯蕾 飾 梅朵·提莉·鄧尼哥（Myrtle "Tilly" Dunnage）
  - Darcey Wilson 飾 幼年的梅朵（Myrtle）
- 茱蒂·戴维斯 飾 莫莉·鄧尼哥（Molly Dunnage）
  - Lucy Moir 飾 年輕的莫莉
- 連恩·漢斯沃 飾 泰迪·麥克史溫（Teddy McSwiney）
- 曉高·韋榮 飾 費瑞特警長（Sergeant Horatio Farrat）
- 莎拉·史努克 飾 葛楚蒂·佩帝（Gertrude "Trudy" Pratt）
  - Olivia Sprague 飾 幼年的葛楚蒂（Gertrude）
- Sacha Horler 飾 裁縫師烏娜·普莉安斯（Una Pleasance）
- Caroline Goodall 飾 伊莉莎白·包特曼（Elsbeth Beaumont）
- James Mackay 飾 威廉·包特曼（William Beaumont）
- Rebecca Gibney 飾 雜貨店老闆娘莫瑞兒·佩帝（Muriel Pratt）
- Shane Bourne 飾 鎮長伊凡·佩特曼（Evan Pettyman）
- Alison Whyte 飾 鎮長夫人瑪莉歌·佩特曼（Marigold Pettyman）
- Barry Otto 飾 Percival Almanac
- Julia Blake 飾 Irma Almanac
- Kerry Fox 飾 小學老師別烏拉·哈瑞汀（Beulah Harridiene）
- Gyton Grantley 飾 Barney McSwiney
  - Alex de Vos 飾 幼年Barney
- Genevieve Lemon 飾 Mae McSwiney
- Shane Jacobson 飾 雜貨店老闆艾爾凡·佩帝（Alvin Pratt）
- Tracy Harvey 飾 Lois Pickett
- Terry Norris 飾 Septimus Crescent
- Amanda Woodhams 飾 Nancy Pickett
  - Grace Rosebirch 飾 幼年Nancy
- Stan Leman 飾 Edward McSwiney
- Rory Potter 飾 鎮長之子史都華·佩特曼（Stewart Pettyman）
- Hayley Magnus 飾 Prudence Harridiene
- Mark Winter 飾 Reginald Blood
- Simon Maiden 飾 足球場上的攝影師

## 外部連結
- 官方网站
- 互联网电影数据库（IMDb）上《華麗轉身》的资料（英文）
- Box Office Mojo上《華麗轉身》的資料（英文）
- 爛番茄上《華麗轉身》的資料（英文）
- Metacritic上《華麗轉身》的資料（英文）